# روبين بيريرا
روبين بيريرا (بالإسبانية: Rubén Pereira)‏ (مواليد 28 يناير 1968) هو لاعب كرة قدم. يلعب مع منتخب الأوروغواي لكرة القدم. سبق له أن لعب في كأس العالم لكرة القدم مع منتخب بلاده.

## روابط خارجية
- روبين بيريرا على موقع الاتحاد الدولي (مؤرشف)  (الإنجليزية)
- روبين بيريرا على موقع قاعدة بيانات كرة القدم.إي يو (الإنجليزية)
- روبين بيريرا على موقع ناشيونال فوتبول تيمز (الإنجليزية)
- روبين بيريرا على موقع Soccerway.com (الإنجليزية)